# Olympische Sommerspiele 2004/Teilnehmer (Argentinien)
| Gelbes Symbol für Goldmedaillen mit stilisierten Olympischen Ringen | Graues Symbol für Silbermedaillen mit stilisierten Olympischen Ringen | Braundes Symbol für Bronzemedaillen mit stilisierten Olympischen Ringen |
| ------------------------------------------------------------------- | --------------------------------------------------------------------- | ----------------------------------------------------------------------- |
| 2                                                                   | —                                                                     | 4                                                                       |

Argentinische Teilnehmer für die Olympischen Sommerspiele 2004 in Athen.

## Medaillen
Mit zwei gewonnenen Gold- und vier Bronzemedaillen belegte das argentinische Team Platz 38 im Medaillenspiegel.

### Gold
- Fußball – Herren
- Basketball – Herren

### Bronze
- Hockey – Damen
- Schwimmen – 400 m Lagen der Damen: Georgina Bardach
- Tennis – Doppel der Damen: Paola Suárez und Patricia Tarabini
- Segeln – Tornado – Männer: Carlos Espinola und Santiago Lange

## Teilnehmer nach Sportarten
| Sportart        | Name(n) | Disziplinen                                         |
| --------------- | --- | --------------------------------------------------- |
| Beachvolleyball | Martín Conde; Mariano Baracetti | Herren Beachvolleyball                              |
| Basketball      | Juan Ignacio Sánchez; Alejandro Montecchia; Carlos Delfino; Manu Ginóbili; Wálter Herrmann; Hugo Sconochini; Andrés Nocioni; Leonardo Gutiérrez; Luis Scola; Gabriel Fernández; Fabricio Oberto; Rubén Wolkowyski                                                                                                 | Herren                                              |
| Boxen           | Daniel Brizuela | bis 57 kg                                           |
| Fechten         | Alejandra Carbone | Damen Florett                                       |
| Fußball         | Wilfredo Caballero; Germán Lux; Roberto Ayala; Nicolás Burdisso; Fabricio Coloccini; Gabriel Heinze; Clemente Rodríguez; Javier Mascherano; Carlos Tévez; Nicolás Medina; Cristian González; Andrés D’Alessandro; Luis González; Mariano González; Javier Saviola; César Delgado; Luciano Figueroa; Mauro Rosales | Herren -> zur Turnierübersicht                      |
| Gewichtheben    | Nora Köppel | bis 77 kg (Damen)                                   |
| Gewichtheben    | Darío Lionel Lecman | bis 94 kg                                           |
| Hockey          | Mario Almada; Jorge Lombi; Ezequiel Paulón; Fernando Zylberberg; Tomás MacCormik; Juan Pablo Hourquebie; Germán Mario Orozco; Matías Damián Vila; Matías Paredes; Maximiliano Caldas; Carlos Retegui; Lucas Rey; Rodrigo Vila; Lucas Cammareri; Pablo Moreira; Juan Manuel Vivaldi                                | Herren                                              |
| Hockey          | Mariela Antoniska; Paola Vukojicic; Cecilia Rognoni; Magdalena Aicega; Mercedes Margalot; Claudia Burkart; María de la Paz Hernández; Mariné Russo; Marina Di Giácomo; Luciana Aymar; Ayelén Stepnik; Mariana González Oliva; Alejandra Gulla; Vanina Oneto; Soledad García; Inés Arrondo                         | Damen                                               |
| Judo            | Jorge Daniel Lencina | Herren bis 66 kg                                    |
| Judo            | Miguel Albarracín | Herren bis 69 kg                                    |
| Judo            | Daniel Lucenti | Herren bis 73 kg                                    |
| Judo            | Ariel Sganga | Herren bis 81 kg                                    |
| Judo            | Eduardo E. Costa | Herren bis 90 kg                                    |
| Judo            | Andrés Loforte | Herren bis 100 kg                                   |
| Judo            | Orlando Baccino | Herren über 100 kg                                  |
| Judo            | Elizabeth Carina Copes | Damen bis 70 kg                                     |
| Judo            | Daniela Krukower | Damen bis 90 kg                                     |
| Kanu            | Javier Andrés Correa | Herren K1 500 und 1000 m                            |
| Kanu            | Fernanda Lauro | Damen K1 500 m                                      |
| Leichtathletik  | Juan Ignacio Cerra | Herren Hammerwurf                                   |
| Leichtathletik  | Santiago Lorenzo | Zehnkampf                                           |
| Leichtathletik  | Jennifer Dahlgren | Damen Hammerwurf                                    |
| Leichtathletik  | Solange Witteveen | Damen Hochsprung                                    |
| Leichtathletik  | Sandra Torres | Damen Marathon                                      |
| Leichtathletik  | Romina Maggi | Damen Speerwurf                                     |
| Leichtathletik  | Alejandra García | Damen Stabhochsprung                                |
| Radsport        | Juan Esteban Curuchet | Herren Carrera por puntos y Americana (?)           |
| Radsport        | Walter Pérez | Herren Prueba Americana (?)                         |
| Radsport        | Carlos Gennero | Herren Mountain Bike Cross Country                  |
| Radsport        | Jimena Florit | Damen Mountain Bike Cross Country                   |
| Reiten          | Federizo Enrique Sztyrle; Gregorio Werthein; Martín Dopazo; Lucas Werthein; Guillermo E. Obligado | Herren Springreiten                                 |
| Rudern          | Santiago Fernández | Herren Einer                                        |
| Rudern          | Walter Naneder; Marcos César Morales | Herren Zweier ohne Steuermann                       |
| Rudern          | Analía Marín | Damen Einer                                         |
| Rudern          | Milka Kraljev; Lucía Palermo | Damen Doppelzweier                                  |
| Schießen        | Ángel Velarte | Herren Carabina Aire 3 × 40 (?)                     |
| Schießen        | Pablo Damián Alvarez | Herren Carabina 3 × 40 und Rifle 3 × 40 (?)         |
| Schießen        | Maximino Tomás Modesti | Herren Pistole 10 m (?)                             |
| Schwimmen       | José Meolans | Herren 50 m und 100 m Freistil                      |
| Schwimmen       | Juan M. Pereyra | Herren 200 m, 400 m und 1500 m Freistil             |
| Schwimmen       | Eduardo Otero | Herren 100 m Rücken und 100 m Schmetterling         |
| Schwimmen       | Cristian Soldano | Herren 100 m Brust                                  |
| Schwimmen       | Gastón Rodríguez | Herren 200 m Schmetterling                          |
| Schwimmen       | Georgina Bardach | Damen 200 und 400 m Lagen sowie 200 m Schmetterling |
| Schwimmen       | Florencia Szigeti | Damen 50, 100 und 200 m Freistil                    |
| Schwimmen       | Cecilia Biagioli | Damen 400 m Freistil                                |
| Schwimmen       | Agustina de Giovanni; Javiera Salcedo | Damen 200 m Brust                                   |
| Segeln          | Diego Romero | Laser                                               |
| Segeln          | Mariano Reutemann | Herren Mistral                                      |
| Segeln          | Carlos Espínola; Santiago Lange | Herren Tornado                                      |
| Segeln          | Alejandro Colla | Herren Finn-Dinghy                                  |
| Segeln          | Javier Conte; Juan de la Fuente | Herren 470er                                        |
| Segeln          | Catalina Walther | Damen Mistral                                       |
| Segeln          | Serena Amato; María Sesto; Paula Alejandra Reinoso | Damen 470er                                         |
| Taekwondo       | Alejandro Hernando | Herren bis 68 kg                                    |
| Taekwondo       | Vanina Sánchez Berón | Damen bis 67 kg                                     |
| Tennis          | Mariano Zabaleta; David Nalbandian; Agustín Calleri; Juan Ignacio Chela | Herren Einzel                                       |
| Tennis          | Gastón Etlis; Martín Rodríguez | Herren Doppel                                       |
| Tennis          | Gisela Dulko | Damen Einzel                                        |
| Tennis          | Paola Suárez; Mariana Díaz Oliva | Damen Einzel und Doppel                             |
| Tennis          | Patricia Tarabini | Damen Doppel                                        |
| Tischtennis     | Song Liu; Pablo Tabachnik; Enrique Oscar González | Herren Einzel                                       |
| Triathlon       | Daniel Fontana | Herren                                              |
| Triathlon       | Nancy Álvarez | Damen                                               |
| Volleyball      | Marcos Milinkovic; Jorge Elgueta; Gustavo Porporatto; Diego Gutiérrez; Hernán Ferraro; Alejandro Spajić; Jerónimo Bidegain; Pablo Peralta; Santiago Darraidou; Leonardo Patti; Pablo Meana; Gastón Giani | Herren Hallenvolleyball                             |